# Полозов, Анатолий Ефимович
Анато́лий Ефи́мович По́лозов (14 сентября 1905,  д. Рокатьево,  Владимирская губерния,  Российская империя — 23 июля 1944, г. Краслава,  Латвийская ССР, СССР) — советский военный деятель, полковник (1943), участник Великой Отечественной войны.

## Биография
Родился 14 сентября 1905 года в деревне  Рокатьево,  ныне  несуществующая деревня располагавшаяся на территории  современного Нерльского городского поселения в Тейковском районе Ивановской области. Русский.  До службы в армии  работал печником на сезонных работах в городах Иваново-Вознесенск и Суздаль.

### Военная служба

#### Межвоенные годы
В октябре 1927 года призван в РККА и зачислен курсантом в полковую школу 42-го стрелкового полка 14-й стрелковой дивизии в городе Шуя. В августе 1928 года откомандирован в Нижегородскую пехотную школу им. И. В. Сталина. После ее окончания направлен в 11-й стрелковый полк 4-й стрелковой дивизии в городе Слуцк, где проходил службу командиром взвода, полковой школы. В декабре 1931 года переведен в 5-й корпусной артиллерийский полк 5-го стрелкового корпуса в город Бобруйск, где занимал должности командира взвода и помощника командира батареи разведывательного дивизиона, помощника начальника штаба полка. С мая 1938 года командовал штабной батареей начальника артиллерии корпуса. С августа был командиром разведывательного дивизиона, затем начальником полковой школы 5-го корпусного артиллерийского полка. В сентябре 1939 года переведен начальником штаба 287-го артиллерийского полка 143-й стрелковой дивизии, находившейся на формировании в городе Новозыбков. В дальнейшем дивизия участвовала в походах Красной армии в Западную Белоруссию (сентябрь 1939 г.) и Литву (июль 1940 г.). С 15 июня 1941 года ее части производили подготовительные работы для выезда в подвижные лагеря в Западной Белоруссии и к 21 июня сосредоточились в районе станций Лесная, Тартак, леса Урочище Гать.

#### Великая Отечественная война
С началом  войны дивизия в составе 44-го стрелкового корпуса 4-й армии Западного фронта участвовала в приграничном сражении. Из-под Бреста вынуждена была с боями отходить в направлении на Кобрин и Бобруйск. В этот период капитан  Полозов вступил во временное командование 287-м артиллерийским полком. С 5 по 12 июля полк сдерживал противника на рубеже рек Проня и Бася, затем вел тяжелый бой под Чаусами Могилевской области. 18 июля полк и дивизия были обойдены подвижными частями противника и оказались в окружении в районе населенных пунктов Чериков, Пропойск. 22 июля  Полозов сумел вывести полк из окружения в районе Александровки 2-й, и с 6 по 20 августа полк занимал оборону у города Унеча Орловской области. В том же месяце назначен начальником штаба артиллерии 299-й стрелковой дивизии 50-й армии Брянского фронта. 1 сентября ее части форсировали реку Десна в районе ст. Жуковка и с боями вышли к шоссе Брянск — Рославль, где перешли к обороне, в начале октября дивизия оборонялась в районе дер. Любегощь Орловской области. В ходе Орловско-Брянской оборонительной операции 6 октября войска противника прорвали оборону наших войск на стыке 49-й и 50-й армий и овладели Брянском, 299-я стрелковая дивизия оказалась в окружении. 1 ноября ей удалось выйти к своим войскам в район станции Узловая Тульской области, в дальнейшем она вела оборонительные бои за районный центр Дедилово. В декабре майор  Полозов назначен начальником штаба артиллерии 355-й стрелковой дивизии, прибывшей из УрВО. С 22 декабря она вошла в 39-ю армию Калининского фронта и участвовала в Калининской и Ржевско-Вяземской наступательных операциях, в начале 1942 года ее части наступали на Сычевку. В феврале Полозов назначен заместителем командира 531-го легкого артиллерийского полка 256-й стрелковой дивизии, а с 17 марта вступил в командование 934-м стрелковым полком этой дивизии, который до июля вел боевые действия в Сычевском районе. В начале июля 1942 года противнику сильными ударами моторизованных частей западнее и севернее города Белый удалось перерезать коммуникации 39-й армии. В результате полк и дивизия оказалась в окружении. В течение июля полк вел бои в составе дивизии, затем его остатки вышли в партизанский район Батурино, оттуда при помощи партизан был выведен в район Рибшево и далее направлен в управление тыла 41-й армии. Во всех случаях Полозов выходил со своими частями и подразделениями с оружием, документами и в форме.
После выхода из окружения 25 сентября 1942 года Полозов был назначен заместителем командира 130-й отдельной стрелковой бригады 39-й армии Калининского фронта, которая с конца ноября вела бои юго-западнее деревни Лебзино Ржевского района. В марте 1943 года подполковник  Полозов вступил в командование этой бригадой. Участвовал с ней в Ржевско-Вяземской наступательной операции. В мае 1943 года назначен заместителем командира 154-й стрелковой дивизии, сформированной на базе 82-й отдельной морской и 130-й отдельной стрелковой бригад. Дивизия формировалась в составе 68-й армии и до июля находилась в резерве ВГК. С 14 по 24 июля она совершила марш в район юго-восточнее Дорогобужа. С 4 августа вошла в состав 5-й армии Западного фронта и участвовала в Смоленской, Ельнинско-Дорогобужской наступательных операциях. 15 августа полковник Полозов вступил во временное командование этой дивизией. 3 сентября он был тяжело ранен. После излечения, в октябре, вновь вступил в должность заместителя командира 154-й стрелковой дивизии, находившейся в это время на формировании в посёлоке Киреевка Тульской области, в том же месяце она вошла в 4-ю ударную армию Калининского фронта (с 20 октября — 1-го Прибалтийского) фронта и участвовала в Городокской наступательной операции. В феврале 1944 года Полозов вновь находился на лечении после ранения, затем вернулся в дивизию на прежнюю должность. До июня 1944 года она находилась в обороне северо-западнее Витебска на рубеже Подмишневье, Товстыки, Дворец. В начале июня, войдя в состав 6-й гвардейской армии 1-го Прибалтийского фронта, участвовала в Витебско-Оршанской, Полоцкой и Режицко-Двинской наступательных операциях. В ходе последней в боях за город Краслава  23 июля 1944 года полковник  Полозов был убит. 
Похоронен в посёлке Бельбинова села Индра Краславского края Латвии.

## Награды
- орден Красного Знамени (30.03.1943)[7]
- орден Отечественной войны I степени (25.06.1944)[8]

## Память
- В советское время одна из улиц латвийского города Краслава носила имя Полозова А. Е.[5]